# Die Geister von Ainsbury
Die Geister von Ainsbury ist eine britisch-australische Fernsehserie, deren erste Staffel in England vom 10. März 2010 bis zum 25. März 2010 auf BBC Two ausgestrahlt wurde. In Deutschland wurde die Staffel vom 30. April 2010 bis 8. August 2010 auf dem Kindersender Nickelodeon Deutschland ausgestrahlt.

## Handlung
Die drei Schwestern Rebecca, Sophie und Hazel sind im 19. Jahrhundert ums Leben gekommen. Nach 150 Jahren dürfen sie wieder als jugendliche Geister ins Elternhaus, das inzwischen zu einem Internat wurde. Dort müssen sie sich wie Lebendige benehmen, jedoch haben sie keine Ahnung, wie das Leben im 21. Jahrhundert ist und fallen schnell als Geister auf.

## Figuren
Rebecca
Rebecca ist mit 15 Jahren die älteste der drei Schwestern. Sie war diejenige, die sich an den Geisterrat wandte und darum bat, noch einmal leben zu können. Rebecca gewöhnt sich schnell an den Luxus und die Abenteuer des 21. Jahrhunderts.
Sophie
Für die 13-jährige Sophie ist es manchmal nicht ganz einfach, sich im modernen Leben zurechtzufinden. Sie schämt sich in der knappen Turnuniform und würde sich viel lieber mit den traditionellen Hobbys aus dem 19. Jahrhundert beschäftigen. Malen und Handarbeit sind nämlich ihre Lieblingsbeschäftigungen.
Hazel
Hazel ist mit ihren 12 Jahren das Küken der Ainsworth-Familie. Dank ihrer neugierigen und wissbegierigen Art findet sie sich im 21. Jahrhundert schnell zurecht. So beschäftigt sie sich gerne mit dem Computer oder auch der Wissenschaft des 21. Jahrhunderts. Sie liebt das moderne Leben, wären da nur nicht diese Pflichten, die Vergangenheit am Leben zu erhalten.

## Besetzung
| Name              | Schauspieler        | Deutsche Synchronstimme |
| ----------------- | ------------------- | ----------------------- |
| Rebecca Ainsworth | Melissa Howard      |                         |
| Sophie Ainsworth  | Poppy Lee Friar     |                         |
| Hazel Ainsworth   | Alexandra Coppinger |                         |
| Buddy             | Joshua Allen        |                         |
| Jonathan          | Blake Davis         |                         |
| David             | Chris Milligan      |                         |
| Christine         | Aisha Dee           |                         |
| Charlie           | Jay Kennedy Harris  |                         |
| Mr. Griffith      | Gerry Connolly      |                         |
| Haiwyn Sinclaire  | Julie Forsyth       |                         |
| Agatha Heggleby   | Julie Eckersley     |                         |

## Ausstrahlung
| Staffel   | Episoden | Ausstrahlung (England) BBC Two  | Ausstrahlung (Deutschland) Nickelodeon |
| --------- | -------- | ------------------------------- | -------------------------------------- |
| Staffel 1 | 13       | 10. März 2010 bis 25. März 2010 | 30. April 2010 bis 8. August 2010      |

## Episodenliste
| Nummer (gesamt) | Nummer (Staffel) | Originaltitel     | Deutscher Titel               | Erstausstrahlung (BBC Two) | Erstausstrahlung (Nickelodeon Deutschland) |
| 01              | 01               | 150 Years Later   | Zurück ins Leben              | 10. März 2010              | 30. April 2010                             |
| 02              | 02               | Dying to Belong   | Die Mutprobe                  | 11. März 2010              | 23. Mai 2010                               |
| 03              | 03               | Sisters in Mind   | Schwestern im Geiste          | 12. März 2010              | 30. Mai 2010                               |
| 04              | 04               | Gold              | Gold                          | 12. März 2010              | 6. Juni 2010                               |
| 05              | 05               | Law of the Jungle | Das Gesetz des Dschungels     | 16. März 2010              | 13. Juni 2010                              |
| 06              | 06               | The Baharee       | Der Bahari                    | 17. März 2010              | 20. Juni 2010                              |
| 07              | 07               | Hazel’s Tree      | Hazels Baum                   | 18. März 2010              | 27. Juni 2010                              |
| 08              | 08               | Re-Living History | Tag der lebendigen Geschichte | 19. März 2010              | 4. Juli 2010                               |
| 09              | 09               | A Friend in Deed  | Lauf, Sophie, lauf!           | 22. März 2010              | 11. Juli 2010                              |
| 10              | 10               | Grendels’s Cold   | Der große Schnupfen           | 23. März 2010              | 18. Juli 2010                              |
| 11              | 11               | Smoke & Mirrors   | Lernen fürs Leben             | 24. März 2010              | 25. Juli 2010                              |
| 12              | 12               | Love’s First Kiss | Liebe Vergangenheit...        | 25. März 2010              | 1. August 2010                             |
| 13              | 13               | Old Ghosts        | Alte Geister                  | 25. März 2010              | 8. August 2010                             |